# 関内駅

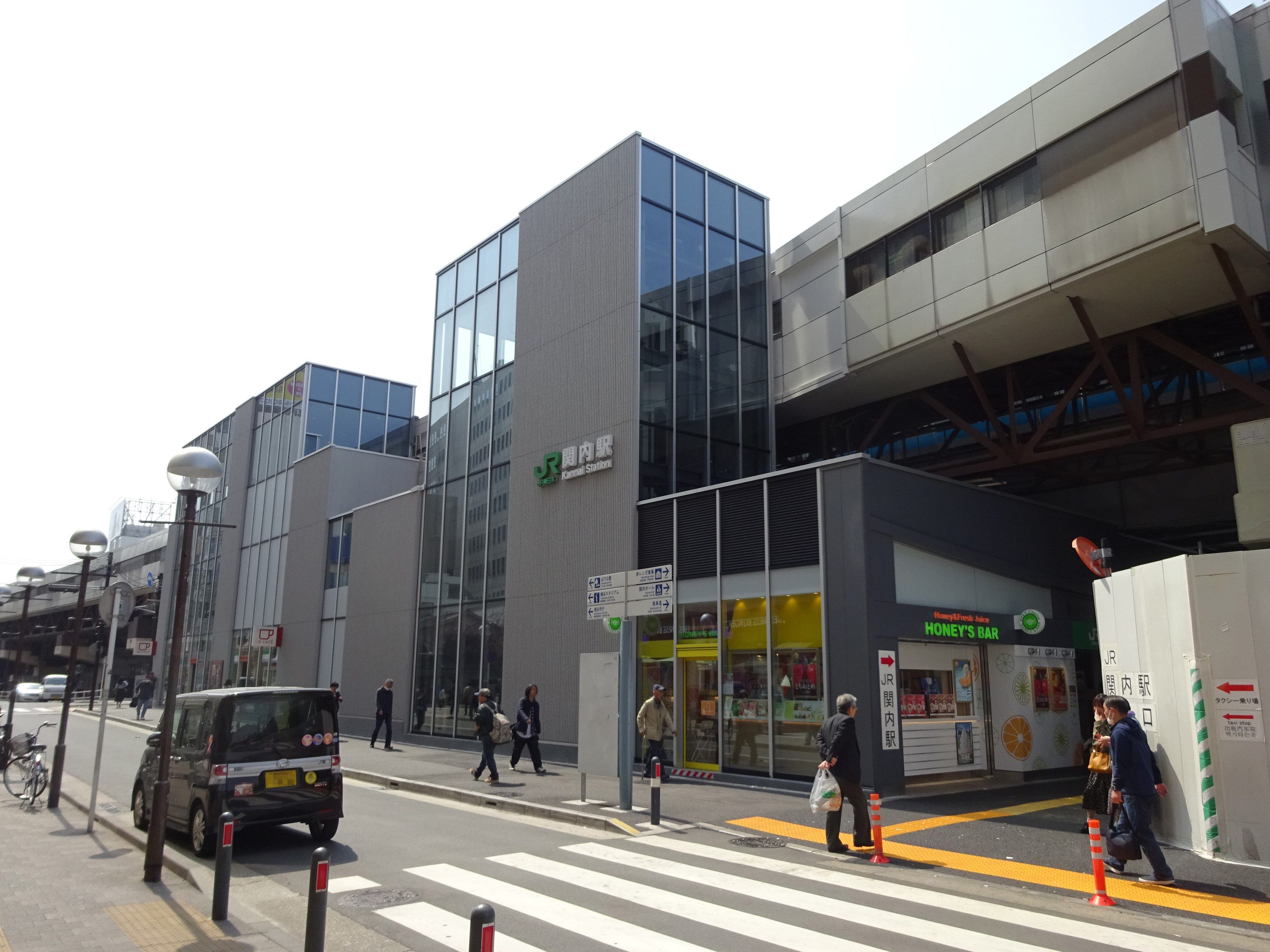
JR北口駅舎（2019年5月）

関内駅（かんないえき）は、神奈川県横浜市中区にある、東日本旅客鉄道（JR東日本）・横浜市交通局（横浜市営地下鉄）の駅である。

## 概要
JR東日本の駅は港町一丁目（国道16号沿い）に、横浜市営地下鉄の駅は約100メートル北側の尾上町三丁目（新横浜通り直下）に所在する。
当駅を含む駅の北側は、古くから神奈川県・横浜市の経済・行政の中心地である関内が、南側には戦後すぐまで横浜市の商業の中心地であった伊勢佐木町があり、東側には横浜スタジアム（横浜公園）が、2020年6月までJR東日本の関内駅南口の北側には横浜市役所があった。

## 乗り入れ路線
JR東日本の根岸線と、横浜市営地下鉄のブルーライン（1号線・3号線）が乗り入れており、各路線ごとに駅番号が付与されている。
- JR東日本： 根岸線 - 駅番号「JK 10」
- 横浜市交通局： 横浜市営地下鉄ブルーライン - 駅番号「B17」

地下鉄1号線と3号線は当駅を境に直通運転を行っているが、事実上一体の路線として運行されており、愛称も2路線合わせてブルーラインと呼ぶ。
JR東日本の駅は、特定都区市内制度における「横浜市内」に属している。

## 歴史

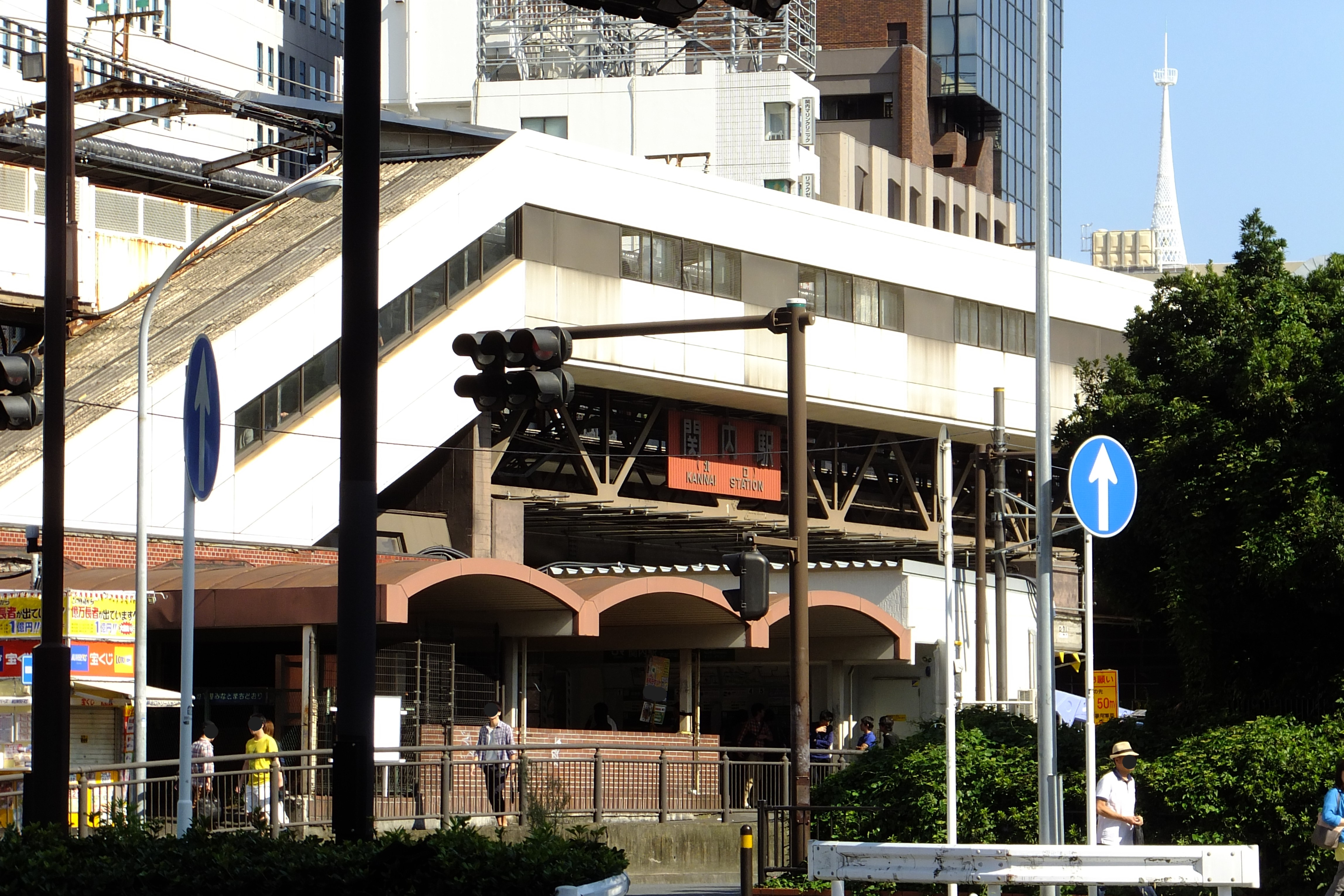
JR関内駅旧北口駅舎（2015年9月）

- 1964年（昭和39年）5月19日：国鉄根岸線 桜木町 - 磯子間の開通時[1]に、国鉄の駅が開業[2]。
- 1976年（昭和51年）9月4日：横浜市営地下鉄 伊勢佐木長者町 - 横浜間の開通時に、地下鉄の駅が開業。
- 1987年（昭和62年）4月1日：国鉄分割民営化により、国鉄の駅は東日本旅客鉄道（JR東日本）の駅となる[2]。
- 1994年（平成6年）1月20日：JR東日本の駅に自動改札機を設置[3]。
- 2001年（平成13年）11月18日：JR東日本でICカード「Suica」の利用が可能となる。
- 2002年（平成14年）4月2日：この日から駅近くの横浜スタジアムを本拠地としているプロ野球・横浜ベイスターズ（当時、2012年より「横浜DeNAベイスターズ」）が横浜スタジアムでの開幕6連戦を迎えたが、その期間中はJR東日本の駅ホームの発車メロディに球団応援歌が用いられた[4][5]。
- 2007年（平成19年）
  - 3月18日：横浜市営地下鉄でICカード「PASMO」の利用が可能となる。
  - 5月26日：横浜市営地下鉄の駅ホームでホームドアの使用を開始。
- 2011年（平成23年）
  - 6月2日：JR東日本の駅ホームの発車メロディをプロ野球公式戦の最終日（10月22日）までの期間限定で、横浜ベイスターズの球団歌「熱き星たちよ」に変更[新聞 1]。
- 2012年（平成24年）
  - 4月2日：JR東日本の駅ホームの発車メロディを再びプロ野球公式戦の最終日（10月9日）までの期間限定で「熱き星たちよ」に変更[新聞 2]。
  - 4月3日：横浜市営地下鉄の駅ホームの発車メロディを「熱き星たちよ」に変更[報道 1]（2022年（令和4年）2月1日まで使用）。
  - 5月1日：横浜市営地下鉄でdocomo Wi-Fiによる、公衆無線LANサービス開始。
- 2013年（平成25年）3月29日：JR東日本の駅ホームの発車メロディ「熱き星たちよ」の通年での使用を開始[報道 2]。
- 2015年（平成27年）7月18日：横浜市営地下鉄のダイヤ改正により運転を開始した快速の停車駅に設定される。
- 2017年（平成29年）4月23日：JR東日本の北口が新しい改札口に切り替わる[報道 3][新聞 3]。
- 2020年（令和2年）11月18日：根岸線ホームでホームドアが使用を開始[報道 4][報道 5]。

### 駅名の由来
通称「関内地区」から採ったもの。関内の項を参照。

## 駅構造

### JR東日本
相対式ホーム2面2線を有する高架駅。駅舎は、石川町方の高架下に南口、桜木町方の高架下に北口が設けられている。駅用地と構造の関係上エレベーターは設置されておらず、エスカレーターが南口に設置されるのみであった（ただし、平日朝帯の南行エスカレーター以外は終日上り方向のみの運転）が、後述の北口再整備によって北口にもエレベーターとエスカレーターが設置された。
ホームが大きくカーブしているため、車掌の見通しの利かない北行ホームについてはホーム中程の駅務室に終日駅員が常駐し、列車発着時や通過時の列車監視および発車する列車に対しての乗降終了合図を出す。この他、運転取扱業務や忘れ物の取り扱いもここで終日行っている。
南口にはみどりの窓口がある。かつては北口にもあったが、現在は指定席券売機が設置されている。また、南口と北口両方に自動券売機・自動改札機・自動精算機が設置されている。
売店は北口の改札外にレッツキヨスク関内2号店とBECK'S COFFEE SHOP関内店があり、南口には崎陽軒の販売スタンドとほんのり屋が設置されている。
桜木町統括センター管内の直営駅であり、石川町駅を管理している。ただし、南口にはお客さまサポートコールシステムが導入されており、朝夕の一部時間帯を除き、改札係員は遠隔対応のため不在となっている。
2011年には横浜市が当駅北口の再整備計画案を発表した。駅舎を南口方向に約35メートル移し、エレベーター2基を設置。空きスペースには広場が整備され、駅内には保育所が新設される。工事は国土交通省の鉄道駅総合改善事業としては初適用となる「形成計画事業」として行われ「JR関内駅北口整備協議会」を事業主体とした。2014年度に着工し、2017年4月23日に新たな改札口の供用を開始。その後、2019年3月10日に全ての工事が完了した。
2013年2月には自動放送のプログラム更新が行われた。更新前は駅名連呼時のアクセントが平板式であったが、更新後は横浜市営地下鉄と統一され頭高型になった。
2015年、前述の工事中に、現在は埋め立てられた「派大岡川」の護岸の一部と思われる遺構が当駅の地下から発見された。この遺構は幕末横浜の開港による発展の痕跡として、翌年NHKのテレビ番組『ブラタモリ』で紹介された。

#### のりば
| 番線 | 路線   | 方向 | 行先                     | 備考           |
| ---- | ------ | ---- | ------------------------ | -------------- |
| 1    | 根岸線 | 下り | 石川町・磯子・大船方面   |                |
| 2    | 根岸線 | 上り | 横浜・東京・大宮方面     | 京浜東北線直通 |
| 2    | 横浜線 | -    | 新横浜・町田・八王子方面 | 朝晩のみ運転   |

（出典：JR東日本:駅構内図）

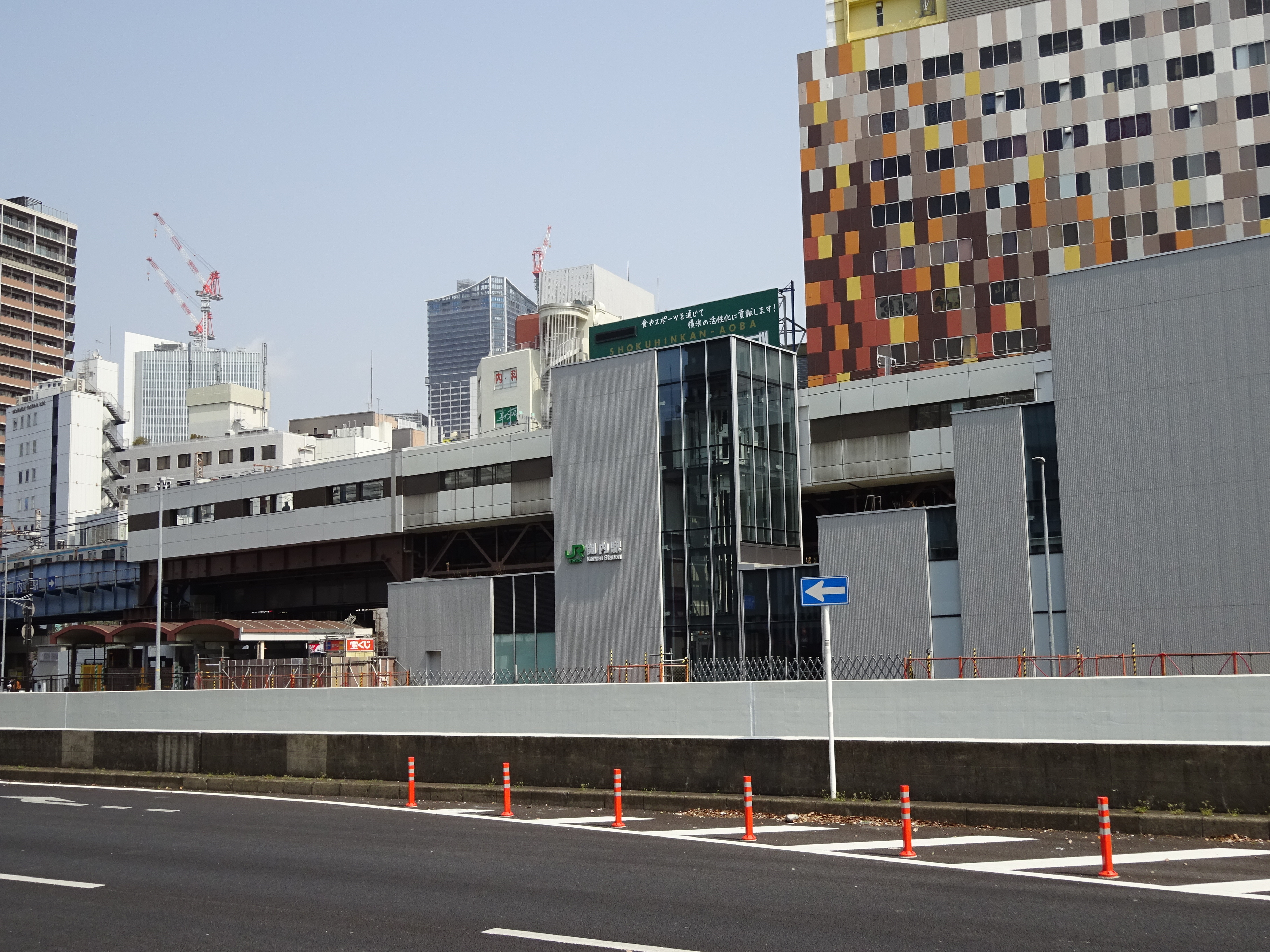
北口（新横浜通り側から、2019年4月）
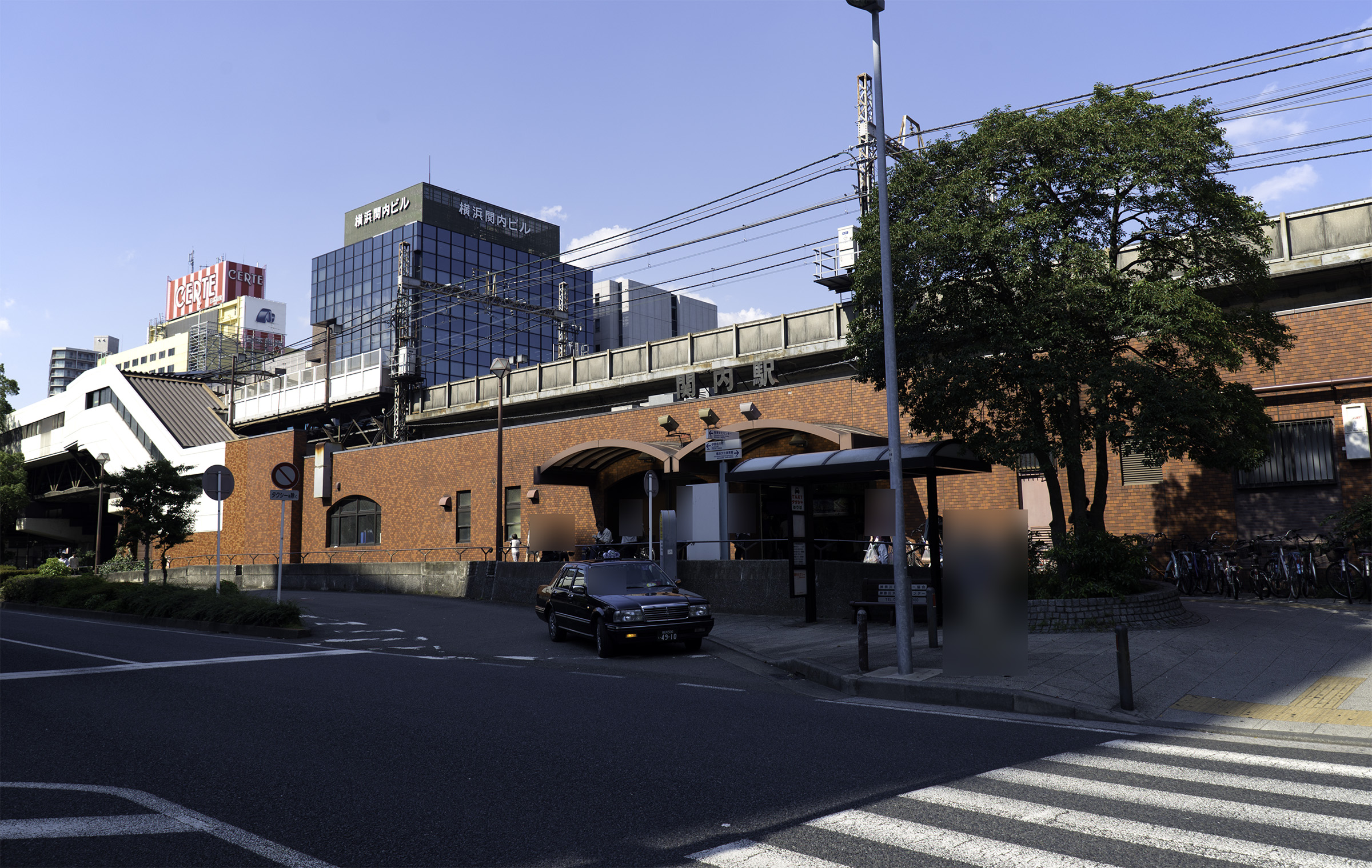
南口（2014年9月）
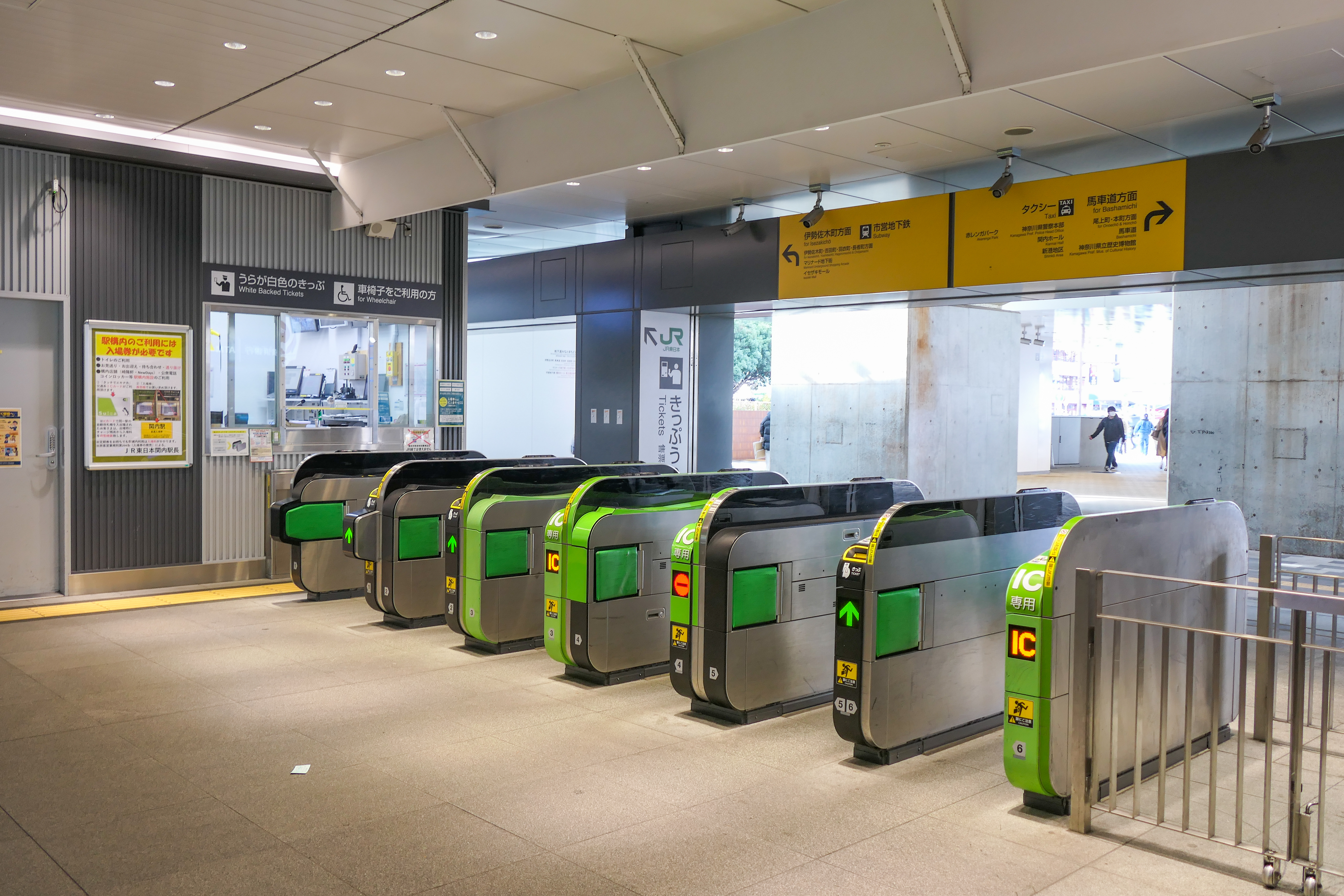
北口改札（2023年1月）
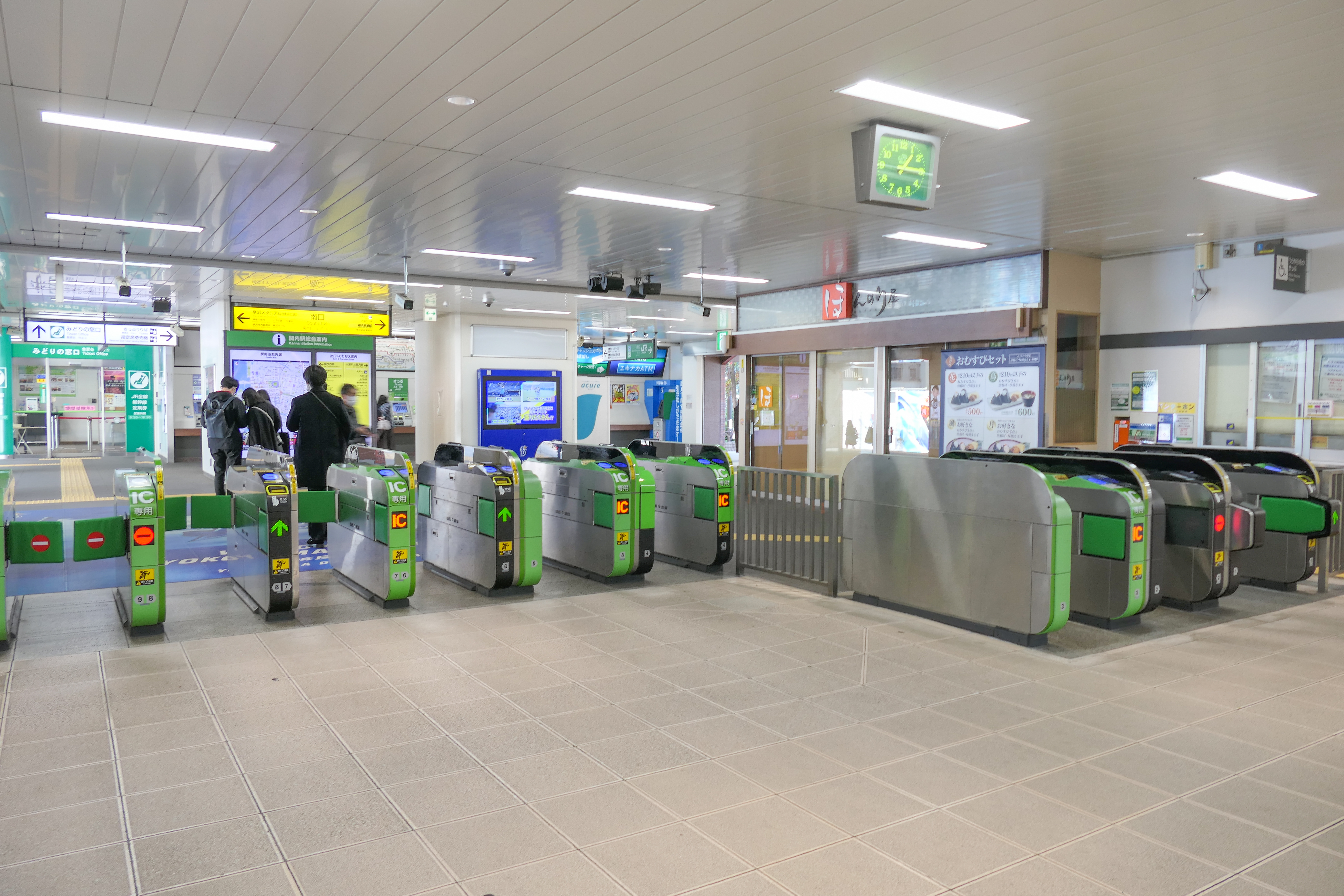
南口改札（2023年1月）

#### 発車メロディ
横浜DeNAベイスターズが本拠地として使用している横浜スタジアムの最寄駅であることにちなみ、同球団の球団歌「熱き星たちよ」をアレンジしたものを発車メロディとして使用している。メロディはスイッチの制作で、編曲は塩塚博が手掛けた。導入初年の2011年は6月2日から10月23日、翌2012年は4月2日から10月9日までのプロ野球公式戦開催期間限定での使用となっており、それ以外の期間は従来の東洋メディアリンクス制作の汎用メロディ（1番線が「Verde Rayo」、2番線が「Water Crown」）を使用していたが、2013年3月29日からは通年での使用となっている。
| 1 | JK      | 熱き星たちよ（サビ）  |
| 2 | JK · JH | 熱き星たちよ（Aメロ） |

### 横浜市営地下鉄

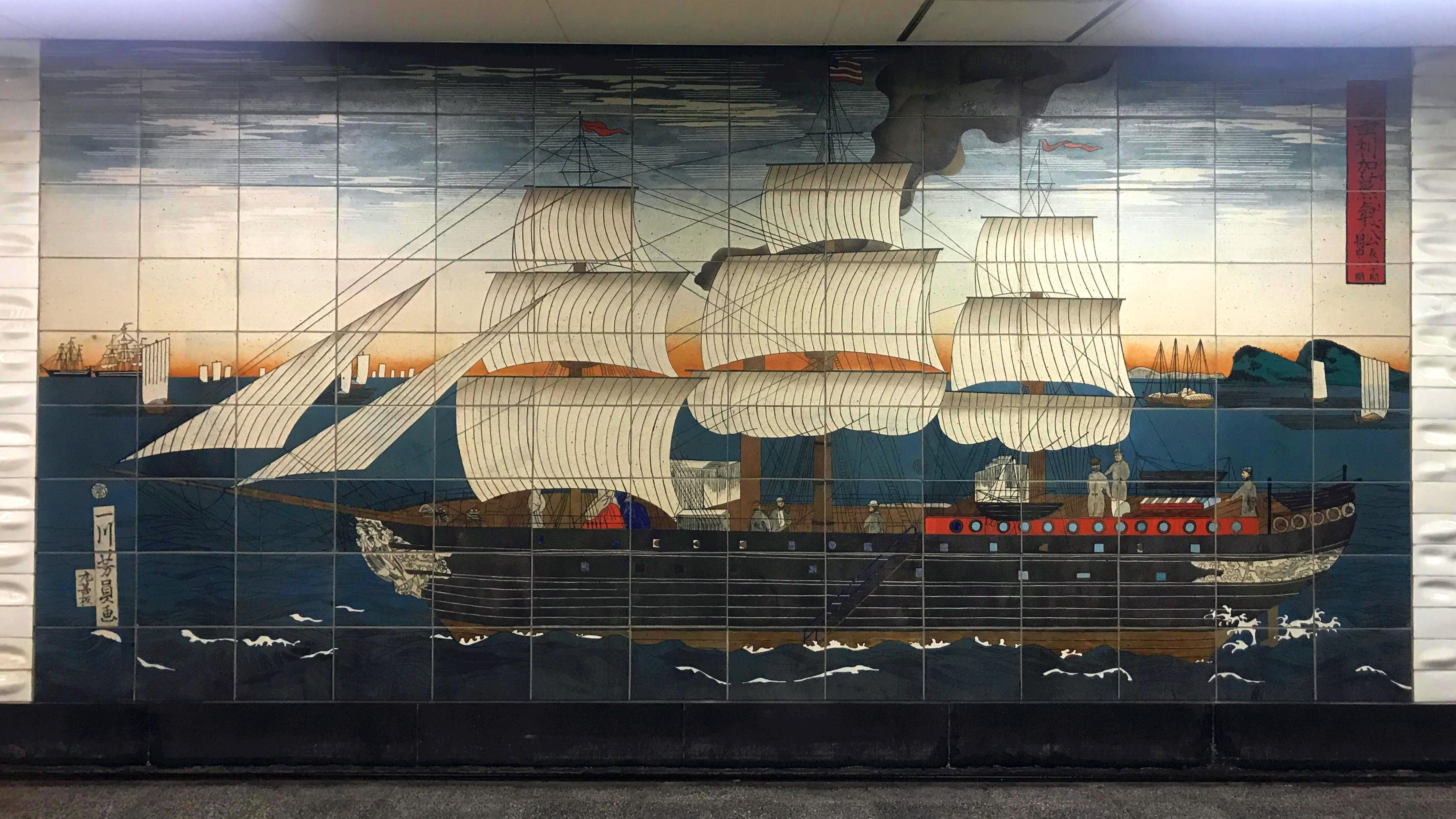
構内に設置されている大判タイル画
一川芳員「亞墨利加蒸氣舩」（文久元年）

島式ホーム1面2線が2層構造となっている地下駅である。かつて2005年10月1日より副名称として「リスト本社前」が設定されていた。また、市庁舎移転前、ホームの電車到着時の放送では、「横浜市庁舎前」とも案内されていた。
駅長所在駅。関内管区駅として桜木町 - 阪東橋間を管理している。
かつて、3号線を当駅から山下町方向に路線を延伸する計画があったため、2層構造の方向別ホームとなっており、地下2階の湘南台方面が2番線、地下3階のあざみ野方面が4番線となっている。
あざみ野方面ホームには4番線の反対側に柵の設けられた3番線の線路があり、夜間に留置線として使用されるほか、訓練時・イベント時に使用されることもある。一方、湘南台方面ホームに存在した1番線の線路は、後の改良工事により撤去されてホームの一部となり、欠番となっている。
当駅の開業（横浜市営地下鉄第2期開業）までに上永谷車両基地の完成が間に合わなかったことから、開業当初は関内仮検車場が設置されていた（伊勢佐木長者町仮検車場より移転）。当駅の1・3番線にプラットホームの一部を切り欠いて設置され、全般検査は上永谷駅の西側高架部分と、一部が完成していた上永谷車両基地の16・17番線を使用した。1977年（昭和52年）6月に上永谷車両基地が完成したことから、検修設備は撤去された。
2017年8月上旬から2019年度まで内装、トイレ等の改良工事が行われた。
当初の計画では横浜市営地下鉄関内駅は国道16号の下ではなく、JR関内駅に隣り合った新横浜通り（桜川新道）下に作られる計画であった。しかし「緑の軸線」構想として緑地の整備が進められていた大通り公園上に首都高速神奈川3号狩場線を建設する案が浮上したことから、「緑の軸線」構想を守るために首都高速道路のルートの調整を行い、中村川の上に建設することになった。その結果、大江橋付近が五重立体交差になり、地下では高速道路・地下鉄も交差することになったため、地下鉄の線形を変更せざるを得なくなり、駅が尾上町停車場（仮称、現在の横浜市営地下鉄関内駅）に移されることになった。

#### のりば
| 番線          | 路線         | 行先         |
| ------------- | ------------ | ------------ |
| 地下2階ホーム |              |              |
| 2             | ブルーライン | 湘南台方面   |
| 地下3階ホーム |              |              |
| 3             | （留置線）   | （留置線）   |
| 4             | ブルーライン | あざみ野方面 |

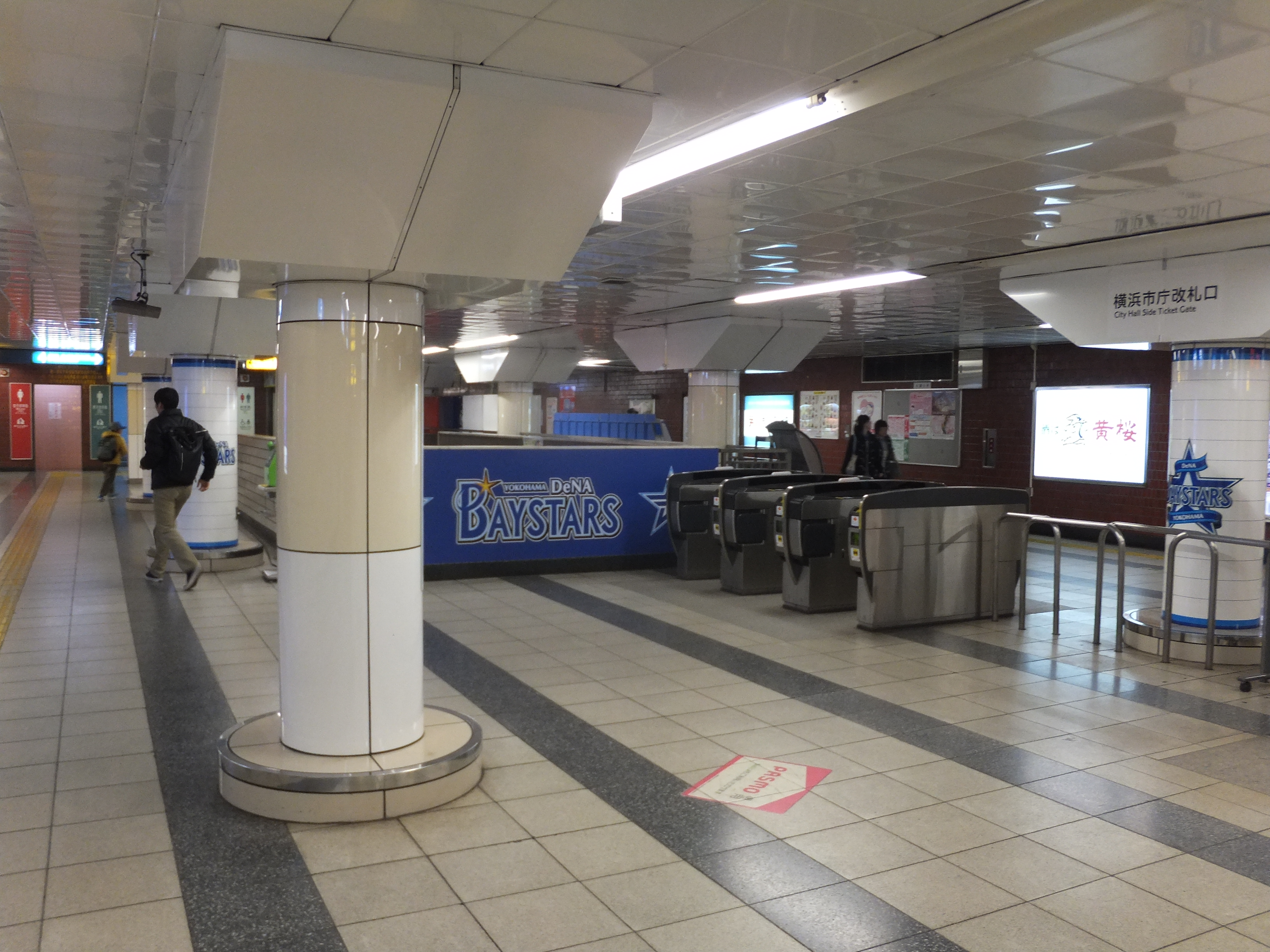
改良工事前の横浜市庁改札口（現・横浜スタジアム改札口、2014年3月）
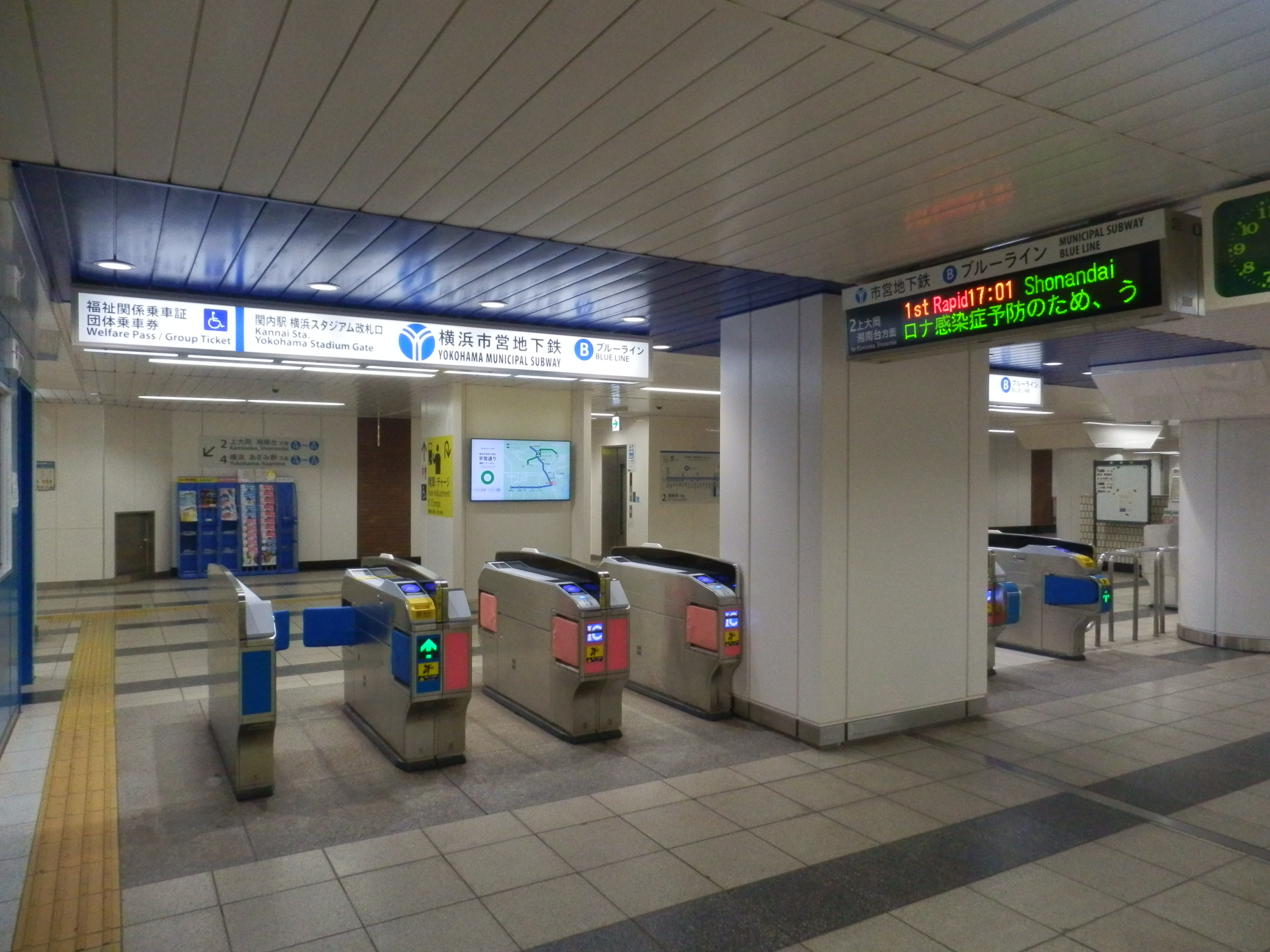
横浜スタジアム改札口（2020年9月）
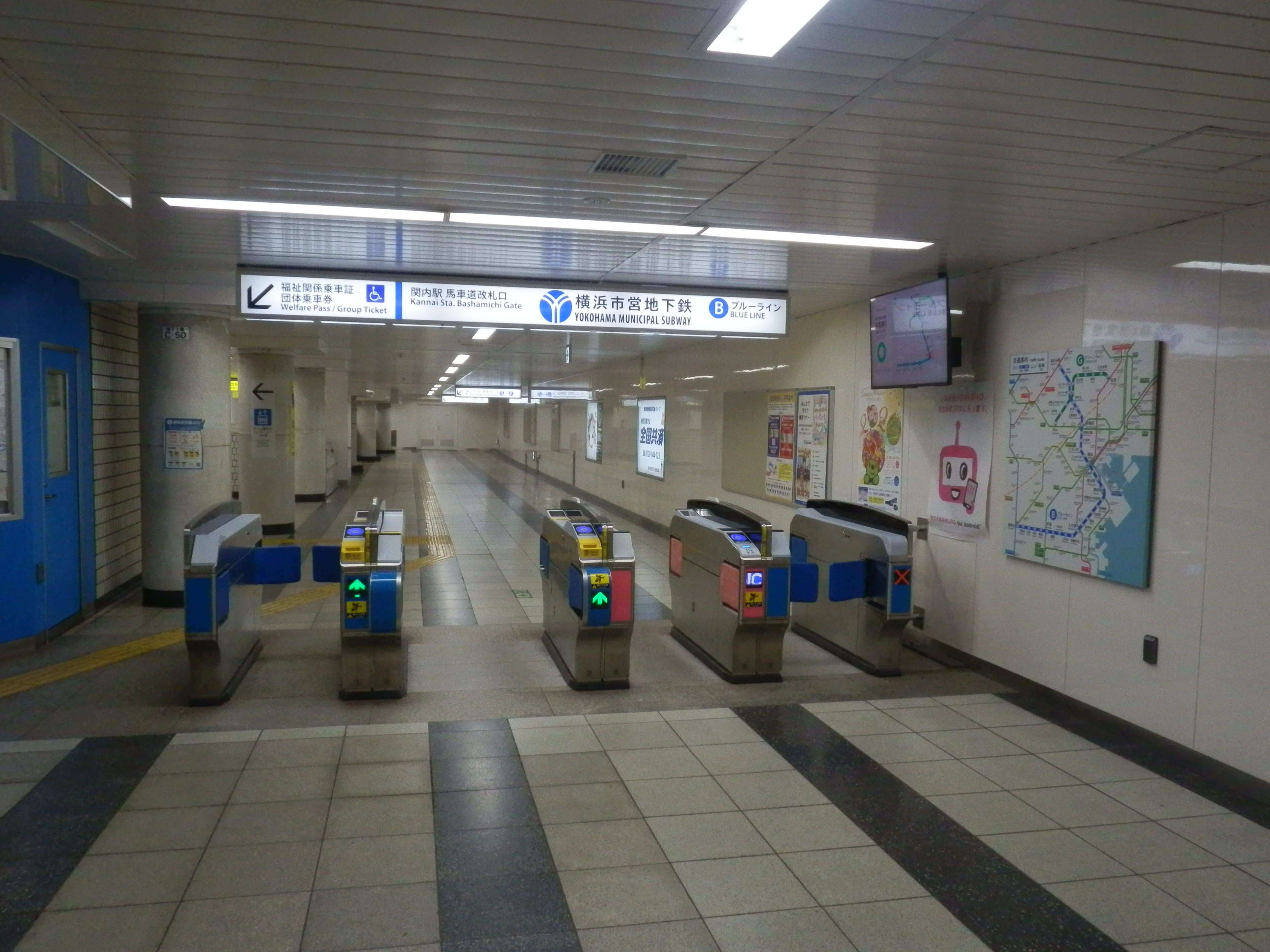
馬車道改札口（2020年9月）
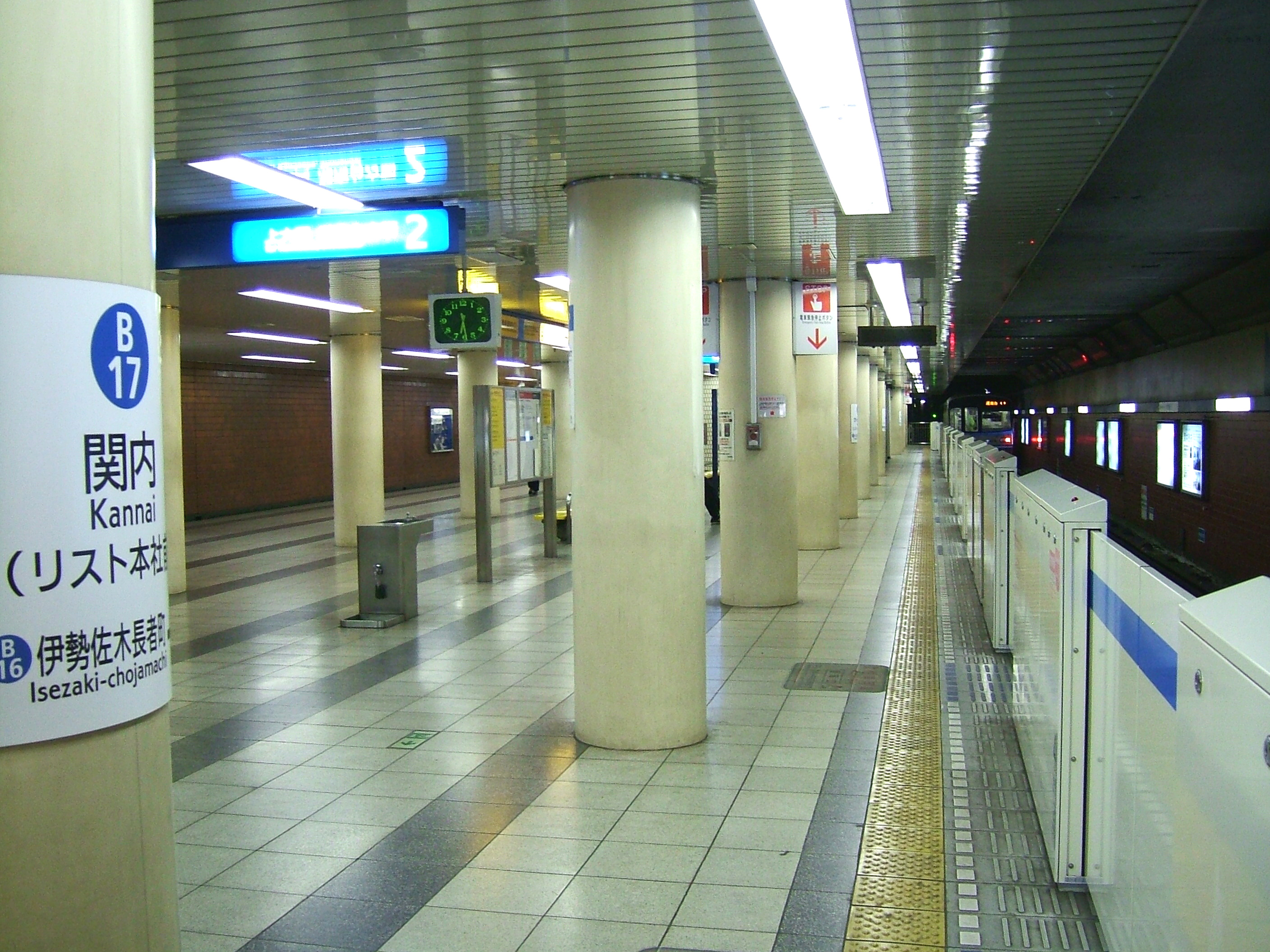
改良工事前のホーム（2008年3月）
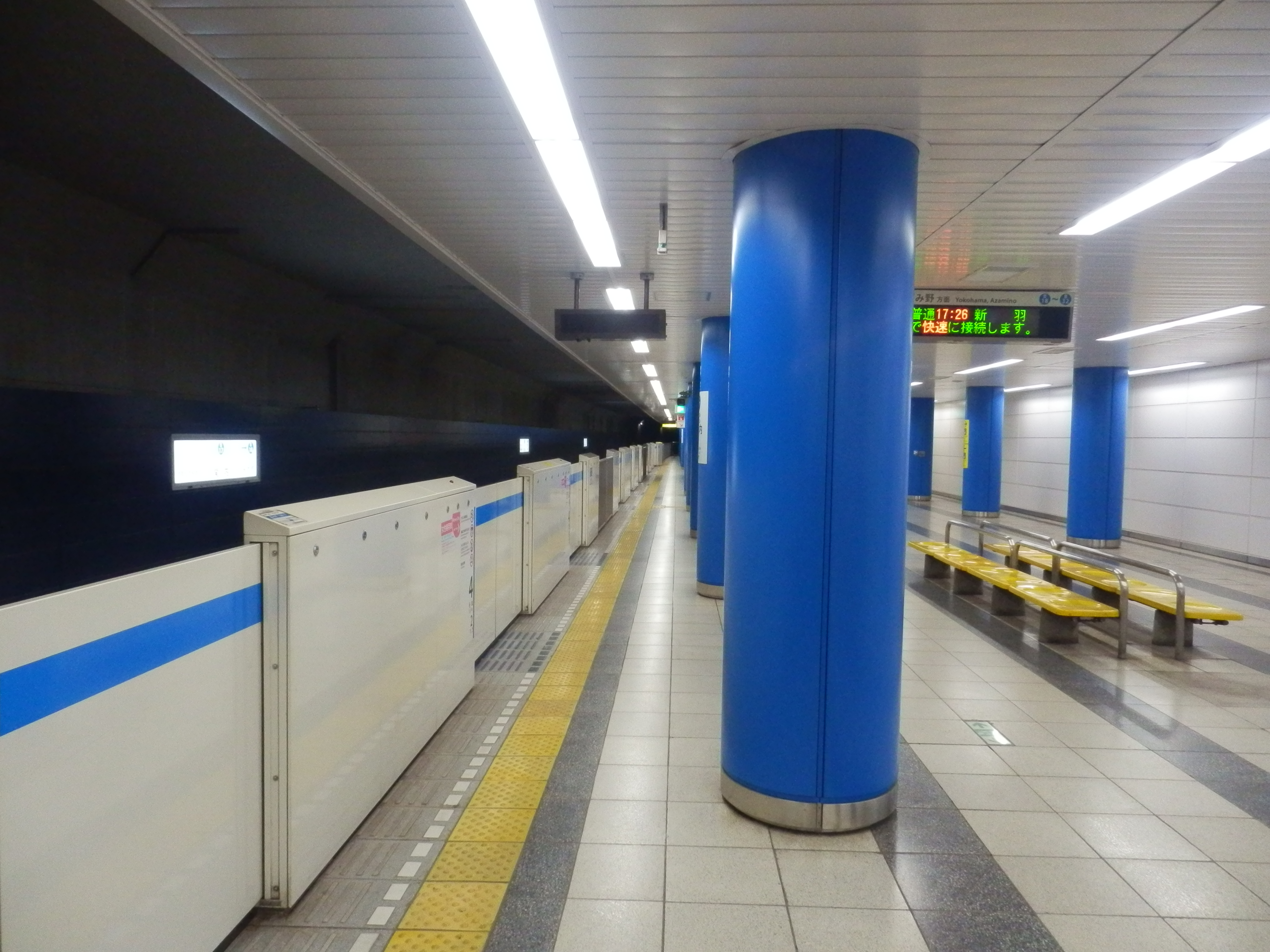
改良工事後のホーム（2020年9月）

#### 発車メロディ
2012年4月3日から2022年2月1日まで、JR東日本のホームと同様に横浜DeNAベイスターズの球団歌「熱き星たちよ」をアレンジしたものを発車メロディとして使用していた。音源はJRのホームで使用しているものと同じだが、中盤でフェードアウトする仕様になっていた。
現在は他駅と同じ汎用のメロディを使用している。

## 利用状況

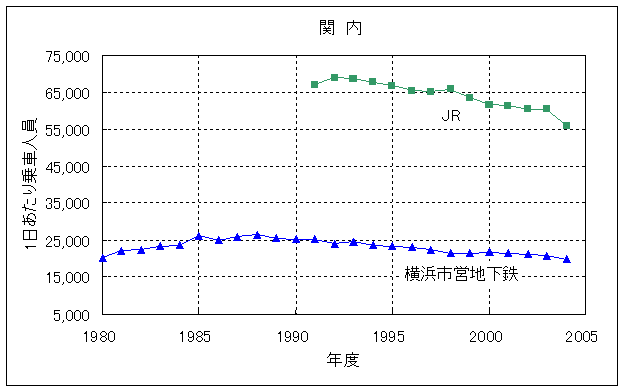
1日あたり乗車人員の推移

- JR東日本 - 2023年度（令和5年度）の1日平均乗車人員は50,477人である[利用客数 1]。
JR東日本全体では東戸塚駅に次いで第86位。
- 横浜市営地下鉄 - 2022年度（令和4年度）の1日平均乗降人員は36,521人（乗車人員：18,101人、降車人員：18,420人）である[乗降データ 1]。
同局全42駅の中では桜木町駅に次いで第11位。

### 年度別1日平均乗降人員
1999年度（平成11年度）以降の1日平均乗降人員推移は下記の通り。
| 年度               | 横浜市営地下鉄   | 横浜市営地下鉄 |
| 年度               | 1日平均 乗降人員 | 増加率         |
| ------------------ | ---------------- | -------------- |
| 1999年（平成11年） | 43,868           |                |
| 2000年（平成12年） | 43,856           | 0.0%           |
| 2001年（平成13年） | 43,989           | 0.3%           |
| 2002年（平成14年） | 42,900           | −2.5%          |
| 2003年（平成15年） | 42,338           | −1.3%          |
| 2004年（平成16年） | 40,780           | −3.7%          |
| 2005年（平成17年） | 41,428           | 1.6%           |
| 2006年（平成18年） | 41,942           | 1.2%           |
| 2007年（平成19年） | 40,835           | −2.6%          |
| 2008年（平成20年） | 44,974           | 10.1%          |
| 2009年（平成21年） | 46,342           | 3.0%           |
| 2010年（平成22年） | 44,499           | −4.0%          |
| 2011年（平成23年） | 43,972           | −1.2%          |
| 2012年（平成24年） | 43,488           | −1.1%          |
| 2013年（平成25年） | 45,538           | 4.7%           |
| 2014年（平成26年） | 45,653           | 0.3%           |
| 2015年（平成27年） | 46,429           | 1.7%           |
| 2016年（平成28年） | 44,928           | −3.2%          |
| 2017年（平成29年） | 45,045           | 0.3%           |
| 2018年（平成30年） | 46,156           | 2.5%           |
| 2019年（令和元年） | 46,816           | 1.4%           |
| 2020年（令和02年） | 32,490           | −30.6%         |
| 2021年（令和03年） | 33,545           | 3.2%           |
| 2022年（令和04年） | 36,521           | 8.9%           |

### 年度別1日平均乗車人員（1979年 - 2000年）
1979年度（昭和54年度）以降の1日平均乗車人員推移は下記の通り。
| 年度               | JR東日本 | 横浜市営 地下鉄 | 出典               |
| ------------------ | -------- | --------------- | ------------------ |
| 1979年（昭和54年） |          | 18,597          |                    |
| 1980年（昭和55年） |          | 20,140          |                    |
| 1981年（昭和56年） |          | 22,184          |                    |
| 1982年（昭和57年） |          | 22,496          |                    |
| 1983年（昭和58年） |          | 23,523          |                    |
| 1984年（昭和59年） |          | 23,844          |                    |
| 1985年（昭和60年） |          | 26,231          |                    |
| 1986年（昭和61年） |          | 24,995          |                    |
| 1987年（昭和62年） |          | 25,828          |                    |
| 1988年（昭和63年） |          | 26,592          |                    |
| 1989年（平成元年） |          | 25,486          |                    |
| 1990年（平成02年） |          | 25,343          |                    |
| 1991年（平成03年） | 67,035   | 25,244          |                    |
| 1992年（平成04年） | 68,843   | 24,094          |                    |
| 1993年（平成05年） | 68,771   | 24,601          |                    |
| 1994年（平成06年） | 67,713   | 23,777          |                    |
| 1995年（平成07年） | 66,798   | 23,244          | [ 乗降データ 2 ]   |
| 1996年（平成08年） | 65,515   | 22,967          |                    |
| 1997年（平成09年） | 65,065   | 22,413          |                    |
| 1998年（平成10年） | 65,875   | 21,529          | [ 神奈川県統計 1 ] |
| 1999年（平成11年） | 63,568   | 21,461          | [ 神奈川県統計 2 ] |
| 2000年（平成12年） | 61,584   | 21,732          | [ 神奈川県統計 2 ] |

### 年度別1日平均乗車人員（2001年以降）
| 年度               | JR東日本 | 横浜市営 地下鉄 | 出典                |
| ------------------ | -------- | --------------- | ------------------- |
| 2001年（平成13年） | 61,243   | 21,578          | [ 神奈川県統計 3 ]  |
| 2002年（平成14年） | 60,437   | 21,044          | [ 神奈川県統計 4 ]  |
| 2003年（平成15年） | 60,479   | 20,825          | [ 神奈川県統計 5 ]  |
| 2004年（平成16年） | 56,111   | 20,008          | [ 神奈川県統計 6 ]  |
| 2005年（平成17年） | 56,273   | 20,274          | [ 神奈川県統計 7 ]  |
| 2006年（平成18年） | 57,696   | 20,532          | [ 神奈川県統計 8 ]  |
| 2007年（平成19年） | 57,304   | 20,167          | [ 神奈川県統計 9 ]  |
| 2008年（平成20年） | 57,410   | 22,356          | [ 神奈川県統計 10 ] |
| 2009年（平成21年） | 56,986   | 23,095          | [ 神奈川県統計 11 ] |
| 2010年（平成22年） | 55,270   | 22,184          | [ 神奈川県統計 12 ] |
| 2011年（平成23年） | 55,610   | 21,948          | [ 神奈川県統計 13 ] |
| 2012年（平成24年） | 55,725   | 21,714          | [ 神奈川県統計 14 ] |
| 2013年（平成25年） | 55,305   | 22,733          | [ 神奈川県統計 15 ] |
| 2014年（平成26年） | 54,177   | 22,815          | [ 神奈川県統計 16 ] |
| 2015年（平成27年） | 54,975   | 23,208          | [ 神奈川県統計 17 ] |
| 2016年（平成28年） | 55,064   | 22,404          | [ 神奈川県統計 18 ] |
| 2017年（平成29年） | 55,586   | 22,464          | [ 神奈川県統計 19 ] |
| 2018年（平成30年） | 55,592   | 23,003          | [ 神奈川県統計 20 ] |
| 2019年（令和元年） | 55,299   | 23,299          | [ 神奈川県統計 21 ] |
| 2020年（令和02年） | 38,514   | 16,124          | [ 神奈川県統計 22 ] |
| 2021年（令和03年） | 39,940   | 16,645          | [ 神奈川県統計 23 ] |
| 2022年（令和04年） | 44,784   | 18,101          |                     |
| 2023年（令和05年） | 50,477   |                 |                     |

## 駅周辺
当駅周辺地区（関内・関外地区）は、横浜市における都心（ツインコア）の一つである「横浜都心」に指定されている。駅北側はオフィス街・官庁街、南側は繁華街・歓楽街の伊勢佐木町や風俗街の曙町が広がる。
また、駅北側の旧市庁舎跡地や北口付近などで再開発事業が進行・計画中である。

### 駅周辺の主な施設・スポットなど
- 神奈川県庁舎
- 中区役所
- 横浜中華街
- 神奈川中小企業センター
- 横浜市市民文化会館（関内ホール）
- 横浜BUNTAI
  - ホテルコメント横浜関内
- 横浜武道館
- ダイワロイネットホテル横浜公園 - 2021年3月26日より、駅ナカシェアオフィス「STATION WORK」の提携を開始（事前予約制）[19][報道 7]
- ダイワロイネットホテル横浜関内 - 2021年3月26日より、駅ナカシェアオフィス「STATION WORK」の提携を開始（事前予約制）[19][報道 7]
- 横浜メディア・ビジネスセンター
  - 神奈川新聞本社
  - テレビ神奈川 （tvk）本社
- BASEGATE横浜関内（2026年春開業予定）
- 横浜公園
  - 横浜スタジアム
- セルテ
- 横浜 7th AVENUE（ライブハウス）
- 大通り公園
- イセザキモール
  - カトレヤプラザ伊勢佐木 - 旧横浜松坂屋跡地に開業した商業施設[新聞 7]。松坂屋時代は、デビュー前のゆずが店頭付近で路上ライブをしていたことで有名。店頭にはその記念のモニュメントが設置されていた[新聞 8]。
  - 有隣堂本店[新聞 9]
  - エクセル伊勢佐木[20]
- マリナード地下街
- CERTE（ショッピングセンター）
- 国道16号
- 首都高速神奈川1号横羽線 横浜公園出入口
- アビバ関内店（パチンコ）
- 天吉（天ぷら屋で、サザンオールスターズのメンバー、原由子の実家でもある）
- 太田なわのれん（明治元年創業。牛鍋は横浜が発祥の地）
- 横浜赤レンガ倉庫（当駅から約15分）
- 大さん橋
- マルエツ プチ 関内店
- 馬車道
- みなとみらい線 馬車道駅・日本大通り駅

## バス路線
整備されたバスターミナルはない。尾上町通り上の「地下鉄関内駅」、国道16号上の「尾上町」、新横浜通り上の「関内駅北口」が最寄りバス停となる。このうち「地下鉄関内駅」バス停は元は「尾上町」バス停の1・2番乗り場だったが、2020年6月1日に分離・改称された。また、国道16号上の「羽衣町」も利用可能。
| のりば       | 運行事業者     | 系統・行先                                                                                        | 備考                                                                                    |
| 地下鉄関内駅 | 地下鉄関内駅   | 地下鉄関内駅                                                                                      | 地下鉄関内駅                                                                            |
| ------------ | -------------- | ------------------------------------------------------------------------------------------------- | --------------------------------------------------------------------------------------- |
| 1            | 横浜市営バス   | - 32・101：保土ケ谷車庫 - 105・328（急行）・341（急行）：横浜駅 - 106：境木中学校・保土ケ谷駅東口 | - 「328」は平日朝のみ運行 「341」は日中のみ運行 「106」の保土ケ谷駅東口行は夜間のみ運行 |
| 2            | 横浜市営バス   | - 32：日本大通り駅県庁前 - 32・79：港町 - 101：根岸駅 - 105・106：本牧車庫                        | 「32」の日本大通り駅県庁前行は平日朝夕のみ運行                                          |
| 尾上町       |                |                                                                                                   |                                                                                         |
| 3            | 横浜市営バス   | - 79：日本大通り駅県庁前 - 113・327（急行）：桜木町駅                                             | - 「79」は平日・土曜朝夕のみ運行 - 「327」は平日朝のみ運行                              |
| 3            | 神奈川中央交通 | - 戸03・東06：県庁入口 - 船20・戸45：桜木町駅 - 横43・横44・港61：横浜駅東口                      | 「戸03」「東06」は平日・土曜朝のみ運行                                                  |
| 3            | 京浜急行バス   | 110：横浜駅東口                                                                                   |                                                                                         |
| 3            | 相鉄バス       | 旭4：桜木町駅                                                                                     |                                                                                         |
| 4            | 横浜市営バス   | - 79：平和台折返場 - 113：磯子車庫                                                                | 「79」は平日・土曜朝夕のみ運行                                                          |
| 4            | 神奈川中央交通 | - 戸03・戸45・横43・横44：戸塚駅東口 - 船20：大船駅 - 港61：港南台駅                              |                                                                                         |
| 4            | 京浜急行バス   | 110：杉田平和町                                                                                   |                                                                                         |
| 4            | 相鉄バス       | 旭4：美立橋                                                                                       |                                                                                         |
| 関内駅北口   |                |                                                                                                   |                                                                                         |
| －           | 横浜市営バス   | - 32：保土ケ谷車庫 - 79・199：平和台折返場                                                        | 「32」は平日朝夕以外に運行                                                              |
| 羽衣町       |                |                                                                                                   |                                                                                         |
| 東方向       | 横浜市営バス   | - 32・79：日本大通り駅県庁前 / 港町 - 113・327（急行）：桜木町駅                                  | 「32」「79」の日本大通り駅県庁前行は平日朝のみ運行                                      |
| 東方向       | 神奈川中央交通 | - 戸03・東06：県庁入口 - 船20・戸45：桜木町駅 - 横43・横44・港61：横浜駅東口                      | 「戸03」「東06」は平日・土曜朝のみ運行                                                  |
| 東方向       | 京浜急行バス   | 110：横浜駅東口                                                                                   |                                                                                         |
| 東方向       | 相鉄バス       | 旭4：桜木町駅                                                                                     |                                                                                         |
| 西方向       | 横浜市営バス   | - 32：保土ケ谷車庫 - 79・199：平和台折返場 - 113：磯子車庫                                        |                                                                                         |
| 西方向       | 神奈川中央交通 | - 戸03・戸45・横43・横44：戸塚駅東口 - 船20：大船駅 - 港61：港南台駅                              |                                                                                         |
| 西方向       | 京浜急行バス   | 110：杉田平和町                                                                                   |                                                                                         |
| 西方向       | 相鉄バス       | 旭4：美立橋                                                                                       |                                                                                         |

## その他
- 横浜市営地下鉄の駅改札口とホームは、映画『交渉人 真下正義』で使用された。撮影時はTTR赤坂見附駅（ホームは八重洲線）となっていた。また、テレビドラマ『RESCUE〜特別高度救助隊』Mission7でも使用されたが、こちらは『交渉人 真下正義』とは異なり、実際の名称で登場している。

## 隣の駅
東日本旅客鉄道（JR東日本）
 根岸線
■快速・■■各駅停車
桜木町駅 (JK 11) - 関内駅 (JK 10)  - 石川町駅 (JK 09)
横浜市営地下鉄
 ブルーライン（1号線・3号線）
■快速
上大岡駅 (B11) - 関内駅 (B17) - 桜木町駅 (B18)
■普通
伊勢佐木長者町駅 (B16) - 関内駅 (B17) - 桜木町駅 (B18)

### 記事本文